# Antonio Páez
Antonio Páez Montero, né le 5 septembre 1956 à Arenas del Rey, est un athlète espagnol, spécialiste des courses de demi-fond.

## Biographie
Il remporte à deux reprises le titre du 800 m lors des Championnats d'Europe en salle : en 1979 à Vienne et en 1982 à Milan. Il obtient par ailleurs la médaille de bronze en 1981.

### Palmarès
| Date | Compétition                    | Lieu     | Résultat | Épreuve |
| ---- | ------------------------------ | -------- | -------- | ------- |
| 1979 | Championnats d'Europe en salle | Vienne   | 1er      | 800 m   |
| 1981 | Championnats d'Europe en salle | Grenoble | 3e       | 800 m   |
| 1982 | Championnats d'Europe en salle | Milan    | 1er      | 800 m   |

### Records
| Épreuve          | Épreuve   | Performance   | Lieu   | Date            |
| ---------------- | --------- | ------------- | ------ | --------------- |
| Saut en longueur | Plein air | 1 min 45 s 69 | Madrid | 19 juillet 1980 |
| Saut en longueur | Salle     | 1 min 47 s 4  | Vienne | 25 février 1979 |